# Kunzea pulchella
Kunzea pulchella är en myrtenväxtart som först beskrevs av John Lindley, och fick sitt nu gällande namn av Alexander Segger George. Kunzea pulchella ingår i släktet Kunzea och familjen myrtenväxter. Inga underarter finns listade i Catalogue of Life.